# Irena Orel
Irena Orel, slovenska jezikoslovka in univerzitetna profesorica, * 5. november 1958, Ljubljana.
Predava zgodovinsko slovnico slovenskega jezika na Oddelku za slovenistiko Filozofske fakultete Univerze v Ljubljani.

## Življenje in delo
Irena Orel se je rodila 5.11.1958 v Ljubljani, kjer je končala osnovno šolo Zvonka Runka, gimnazijo Ivana Cankarja in nadaljevala študij na Filozofski fakulteti Univerze v Ljubljani. Kot A-smer je študirala slovenski jezik s književnostjo, kot B -smer pa francoski jezik s književnostjo. Diplomirala je leta 1982, za diplomsko nalogo Problem antidrame v sodobni slovenski dramatiki  je dobila tudi študentsko Prešernovo nagrado Filozofske fakultete.  Leta 1989 je magistrirala z delom Sinonimična bogatost starejših slovenskih slovarjev. Leta 1994 je uspešno zagovarjala doktorsko disertacijo z naslovom Predložni sistem v razvoju slovenskega knjižnega jezika od 16. do 19.stoletja, pod mentorstvom prof. dr. Martine Orožen.

Leta 1983 je postala tehnična sodelavka na Inštitutu za slovenski jezik ZRC SAZU in sodelovala pri 4. knjigi Slovarja slovenskega knjižnega jezika. V letih 1986 – 1989 je bila mlada raziskovalka v sekciji za zgodovino slovenskega jezika. 1990 je dobila redno delovno mesto asistentke na katedri za zgodovinsko slovnico in dialektologijo na tedanjem Oddelku za slovanske jezike in književnosti (danes Oddelku za slovenistiko) Filozofske fakultete v Ljubljani. Leta 1995 je bila izvoljena v naziv docentke,  2001 pa v naziv izredne profesorice za zgodovino slovenskega jezika. Od leta 2011 je redna profesorica na Filozofski fakulteti. Na Oddelku za slovenistiko izvaja predavanja iz  zgodovinskega oblikoslovja in skladnje, zgodovine slovenskega jezika, izbirne predmete iz zgodovinske slovnice, jezikovne razčlembe besedil do 19. stoletja in zgodovinskega besedoslovja ter jezikoslovni magistrski seminar.  Večkrat je bila članica komisij za oceno in zagovor magisterijev in doktoratov na UL in UM.
Leta 1999 je prejela enomesečno štipendijo CEEPUS-a na Dunaju. Leta 2009/2010 je bila en semester gostujoča profesorica na Inštitutu za slavistiko Univerze na Dunaju.  Kot gostja je predavala tudi  na fakultetah v Tübingenu in Zagrebu.
V okviru projekta Jezikoslovje je od leta  1996 do 1999 opravljala raziskave s področja razvoja slovenskega oblikoslovja z besediščem, od 1999 pa v programski skupini Jezikoslovje I: Slovanski jeziki – slovenski jezik z raziskavami s področja zgodovinskega oblikoslovja, besedoslovja in slovaropisja ter zgodovine slovenskega jezika. Od leta 1998 je članica uredniškega odbora Slavistične revije. Med leti 1989 in 1991 je bila tudi tajnica Slavističnega društva Slovenije. V letih 2000 in 2001 je bila predsednica Seminarja slovenskega jezika, literature in kulture na Filozofski Fakulteti  v Ljubljani in urednica dveh zbornikov predavanj. Leta 2005 je bila predsednica mednarodnega simpozija Obdobja 24 (Razvoj slovenskega strokovnega jezika) in urednica zbornika. Leta 2004 je bila vključena v raziskovalni program Slovenski jezik – bazične, kontrastivne in aplikativne raziskave s tematiko raziskovanja Slovenski jezik v času in prostoru (vodja prof. dr. Ada Vidovič Muha), od leta 2009 pa je vključena v programsko skupino Slovenski jezik – bazične, kontrastivne in aplikativne raziskave (P6-0215 (B), vodja prof. dr. Vojko Gorjanc).
V svojem raziskovalnem delu obravnava zgodovinsko oblikoslovje, besedoslovje, slovaropisje, zgodovino slovenistike in razvoj slovnične zgradbe slovenskega jezika od 10. do 19. stoletja.  Posebej se je ukvarjala s slovaropisjem (Vorenčev, Murkov, Cigaletov, Pleteršnikov  idr. slovarji).
V letih 2003 do 2008 je bila predstavnica Slovenije v Komisiji za zgodovino slavistike pri Mednarodnem slavističnem komiteju.

## Nagrade in priznanja
Poleg študentske Prešernove nagrade, ki jo je dobila za svoje diplomsko delo, je decembra 2007 prejela tudi veliko priznanje Filozofske fakultete.

## Pomembnejši članki
- Sopomenskost samostalnikov v starejših slovenskih slovarjih. Slavistična revija, 1991
- Predložne zveze v razvoju slovenskega knjižnega jezika. Slovensko jezikoslovje danes. Slavistična revija, 2006
- Normativnost osrednjega slovenskega knjižnega jezika od 16. do 19. stoletja. Slavistična revija, 2010
- Znotrajjezikovni in/ali medjezikovni dejavniki oblikotvornih sprememb v slovenskem zgodovinskem oblikoslovju. Slovensko in slovansko, 2013
- Rokopis Družba Kraljevih vrat v kontekstu zgodovine oblikovanja slovenskega črkopisa. Slavistična revija, 2017
- Prvine enojezičnega slovaropisja v Pleteršnikovem slovarju. Pleteršnikov slovensko-nemški slovar : zbornik s simpozija '96 v Pišecah, 1998
- Predložni sestav osrednjeslovenske, koroške, štajerske in prekmurske knjižne različice od srede 18. do srede 19. stoletja. Logarjev zbornik: referati s 1. mednarodnega dialektološkega simpozija v Mariboru, 1999
- Slovenski pisni jezik nekdaj in danes - med izročilom in govorom. Slovenski knjižni jezik - aktualna vprašanja in zgodovinske izkušnje: ob 450-letnici izida prve slovenske knjige: povzetki predavanj, 2001
- Starejša besedila kot vir za preučevanje govorjenih različkov. Slovenska narečja med sistemom in rabo: povzetki predavanj: mednarodni znanstveni simpozij, 2007
- Lexical interference in German-Slovenian textbooks in the late 18th century. Plurilingvizem v Evropi 18. stoletja, 2002
- Starejša besedila kot vir za preučevanje zemljepisnih jezikovnih različkov. Slovenska narečja med sistemom in rabo, 2009
- Jezikovna podoba pesmarice iz Loč. Loška cerkvena pesmarica iz leta 1825 : komentirana izdaja rokopisne pesmarice iz Loč ob Baškem jezeru, 2012
- Jezik pridig O. Rogerija Ljubljanskega. et al. Palmarium empyreum, seu Conciones CXXVI. de sanctis totius anni /.../ a p. Rogerio Labacensi ..., 2001